# Irene Kharisma Sukandar
Irene Kharisma Sukandar (ur. 7 kwietnia 1992 w Dżakarcie) – indonezyjska szachistka, arcymistrzyni od 2009 roku.

## Kariera szachowa
Wielokrotnie reprezentowała Indonezję na mistrzostwach świata juniorek w różnych kategoriach wiekowych, najlepszy wynik osiągając w 2005 r. w Belfort, gdzie w kategorii do 14 lat zajęła IV miejsce. Czterokrotnie (2004, 2006, 2008, 2010) uczestniczyła również w szachowych olimpiadach, w 2004 r. zdobywając srebrny medal za indywidualny wynik na III szachownicy. Poza tym, w 2007 r. brała udział w olimpiadzie juniorów do 16 lat, rozegranej w Singapurze.
W 2005 r. zajęła III m. (za Janą Krivec i Naną Aleksandrią) w kołowym turnieju w Dżakarcie, natomiast w 2007 r. w kolejnym turnieju rozegranym w tym mieście podzieliła II m. (za Reginą Pokorną, wspólnie z Janą Krivec). W 2008 r. wypełniła trzy arcymistrzowskie normy (w Dżakarcie – III m. za Li Ruofan i Reginą Pokorną, w otwartym turnieju w Kuala Lumpur oraz podczas olimpiady w Dreźnie), dzięki czemu w marcu 2009 r. została pierwszą w historii indonezyjską szachistką, której Międzynarodowa Federacja Szachowa przyznała tytuł arcymistrzyni. W 2010 r. podzieliła I m. w Bandar Seri Begawan. W 2012 r. zdobyła w Ho Chi Minh tytuł indywidualnej mistrzyni Azji, sukces ten powtarzając w 2014 r. w Szardży. W 2015 r. zwyciężyła w kołowym turnieju Moscow-Open 2015 G w Moskwie.
Najwyższy ranking w dotychczasowej karierze osiągnęła 1 września 2014 r., z wynikiem 2407 punktów zajmowała wówczas 63. miejsce na światowej liście FIDE, jednocześnie zajmując 1. miejsce wśród indonezyjskich szachistek.